# Кордье, Анри Луи
Анри Луи Кордье  (фр. Henri-Louis Cordier; 26 октября 1853, Париж — 4 января 1926, Париж) — французский скульптор.

## Биография
Уроженец Парижа, сын скульптора Шарля Кордье. Учился сперва у своего отца, затем у скульпторов Эммануэля Фремье (1824—1910) и Антонина Мерсье (1845—1916), также совершил в образовательных целях путешествие по Европе. Дебютировал на Парижском салоне в 1876 году с гипсовой статуей конкистадора Фернана Кортеса.
В дальнейшем Кордье завоевал известность благодаря созданию ряда памятников, среди которых выделялся конный памятник генералу Лассалю перед Люневильским дворцом герцогов Лотарингских в одноименном городе. Скульптор изобразил легендарного гусара на вздыбленном коне, так, что массивный бронзовый памятник имеет только две точки опоры — задние ноги лошади. Также Кордье создал необычный по композиции памятник братьям Монгольфье: два брата изучают (один из них встав на одно колено) модель воздушного шара, благодаря изобретению которого они вошли в историю.
Также скульптор изваял памятник генералу Аскуенаге по заказу правительства Аргентины и создал фонтан для одной из центральных площадей Монтевидео по заказу уругвайского правительства. Заслуги скульптора были оценены: на Всемирной выставке 1900 года он получил серебряную медаль, а в 1903 году стал кавалером ордена Почётного легиона.
Скончался в Париже.

## Галерея

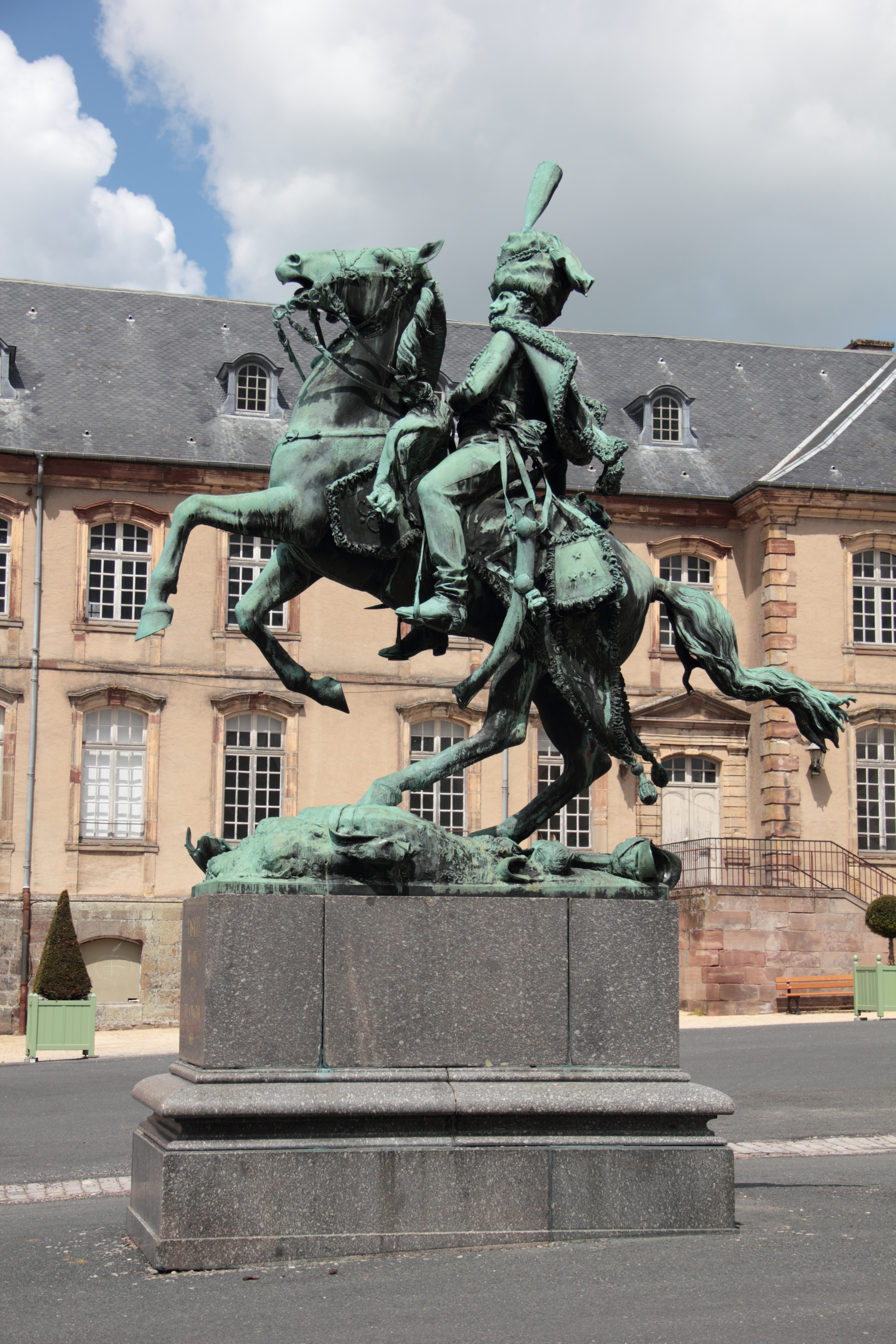
Памятник генералу Лассалю перед Люневильским дворцом, Люневиль
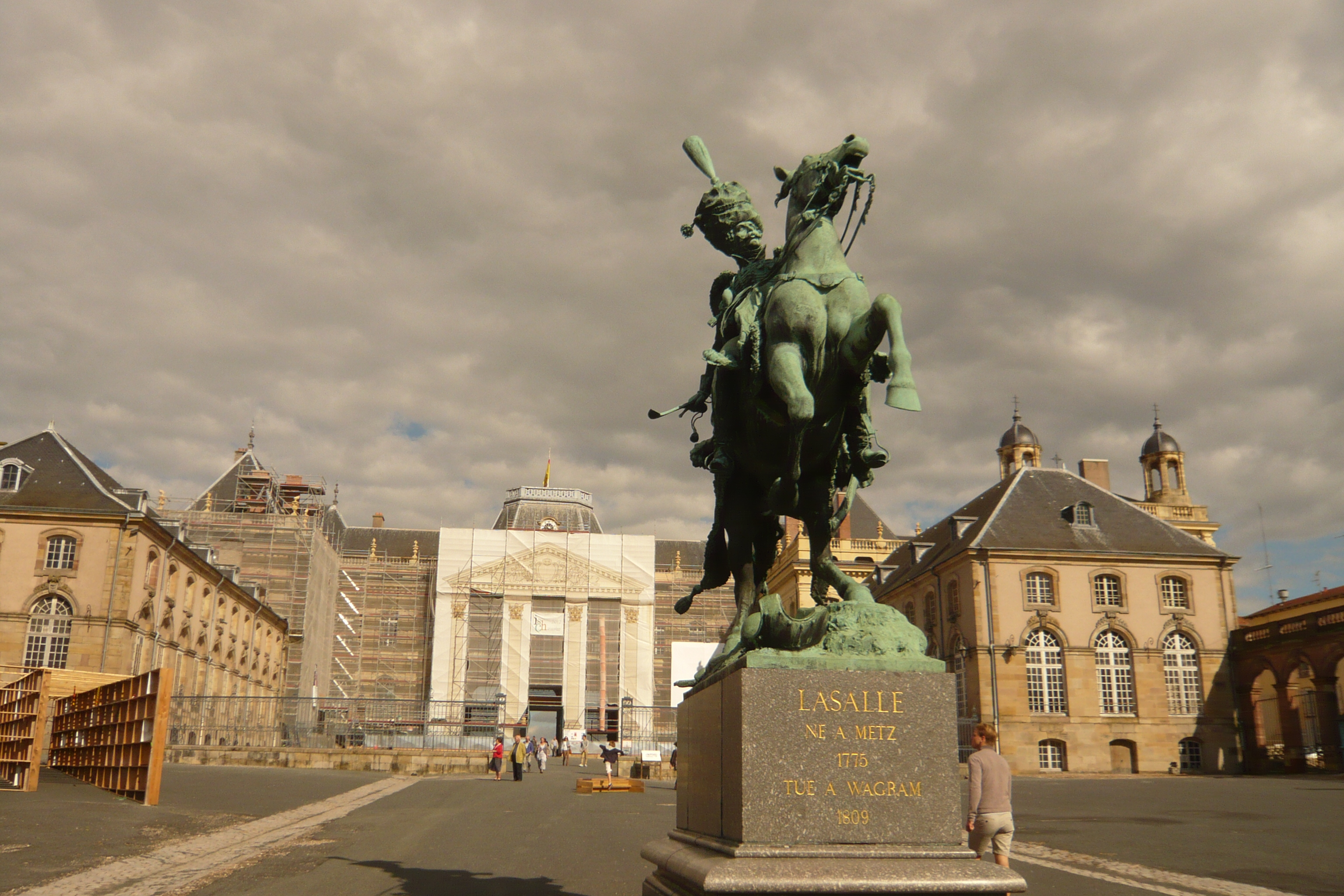
Тот же памятник с другого ракурса
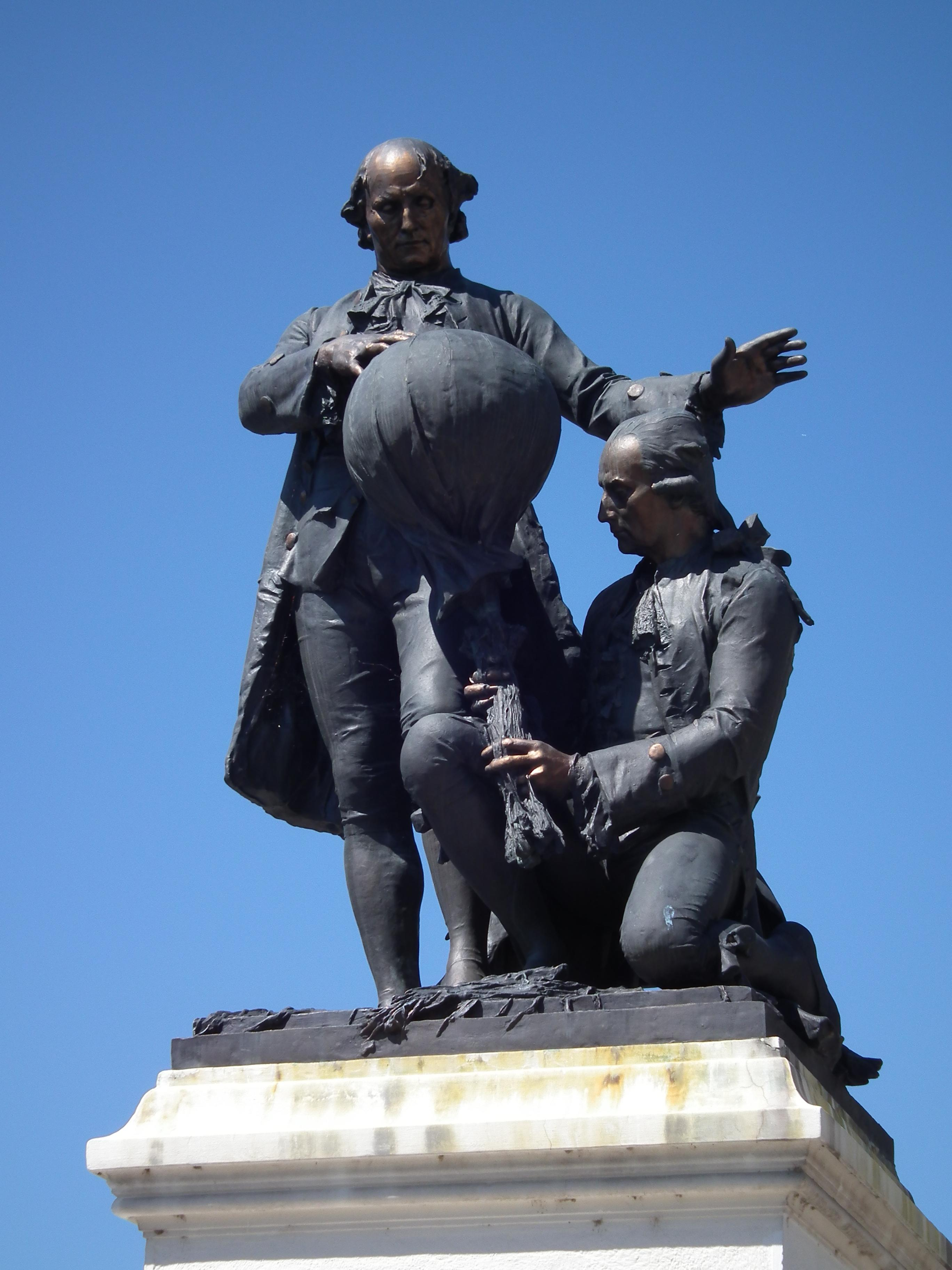
Памятник братьям Монгольфье. Ардеш, Франция
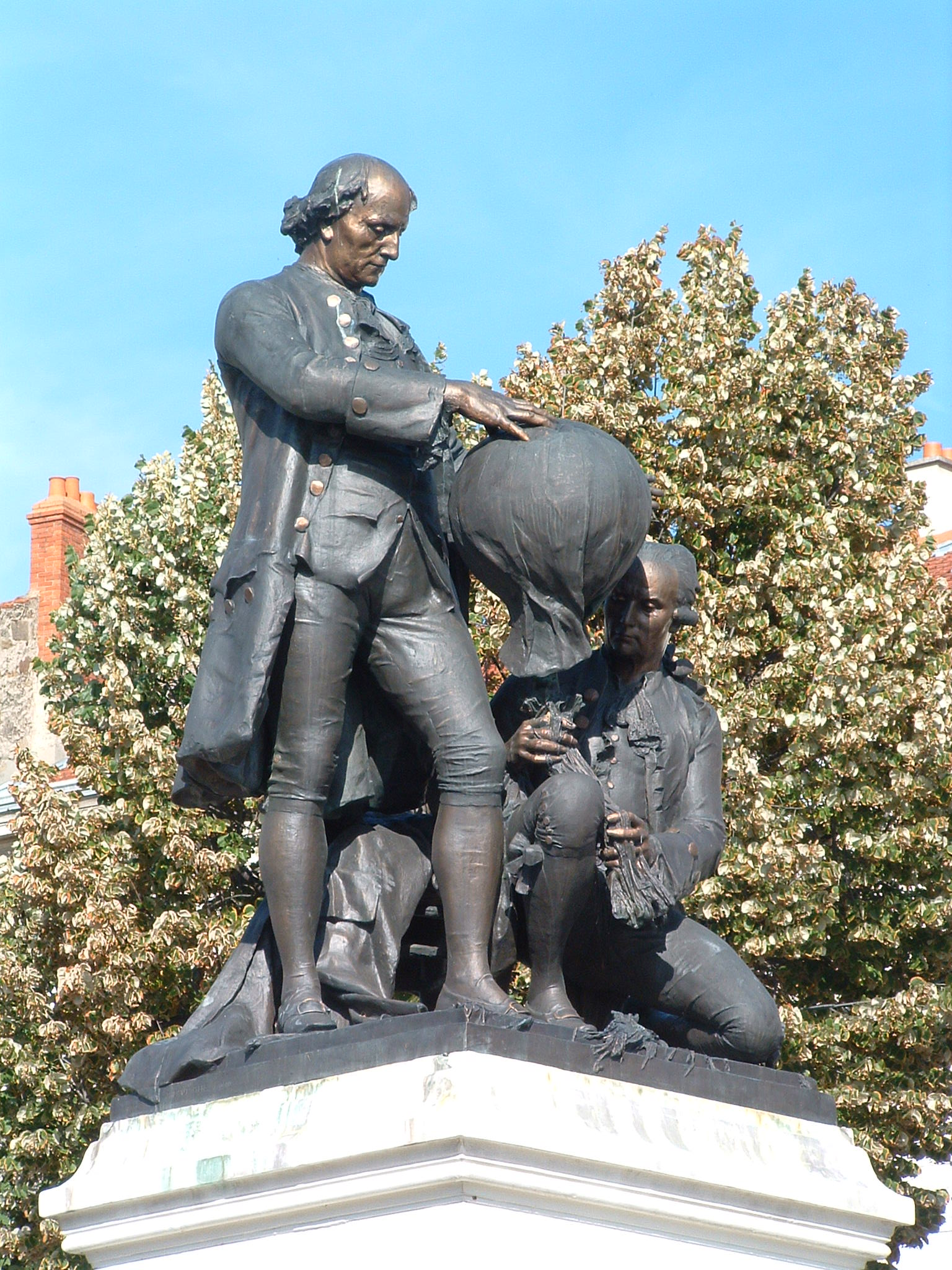
Тот же памятник с другого ракурса
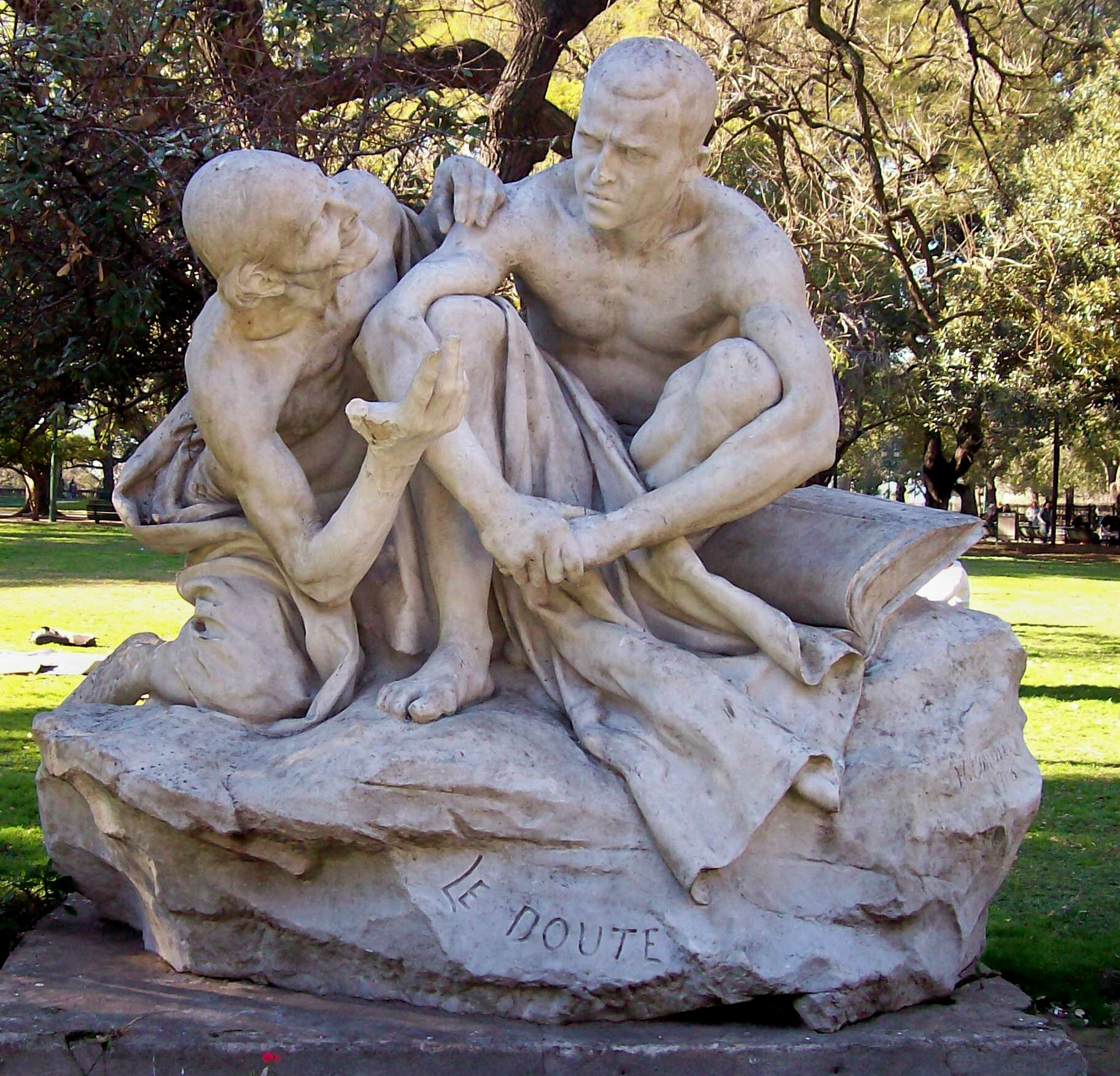
Сомнения. Скульптура. Буэнос-Айрес, Аргентина
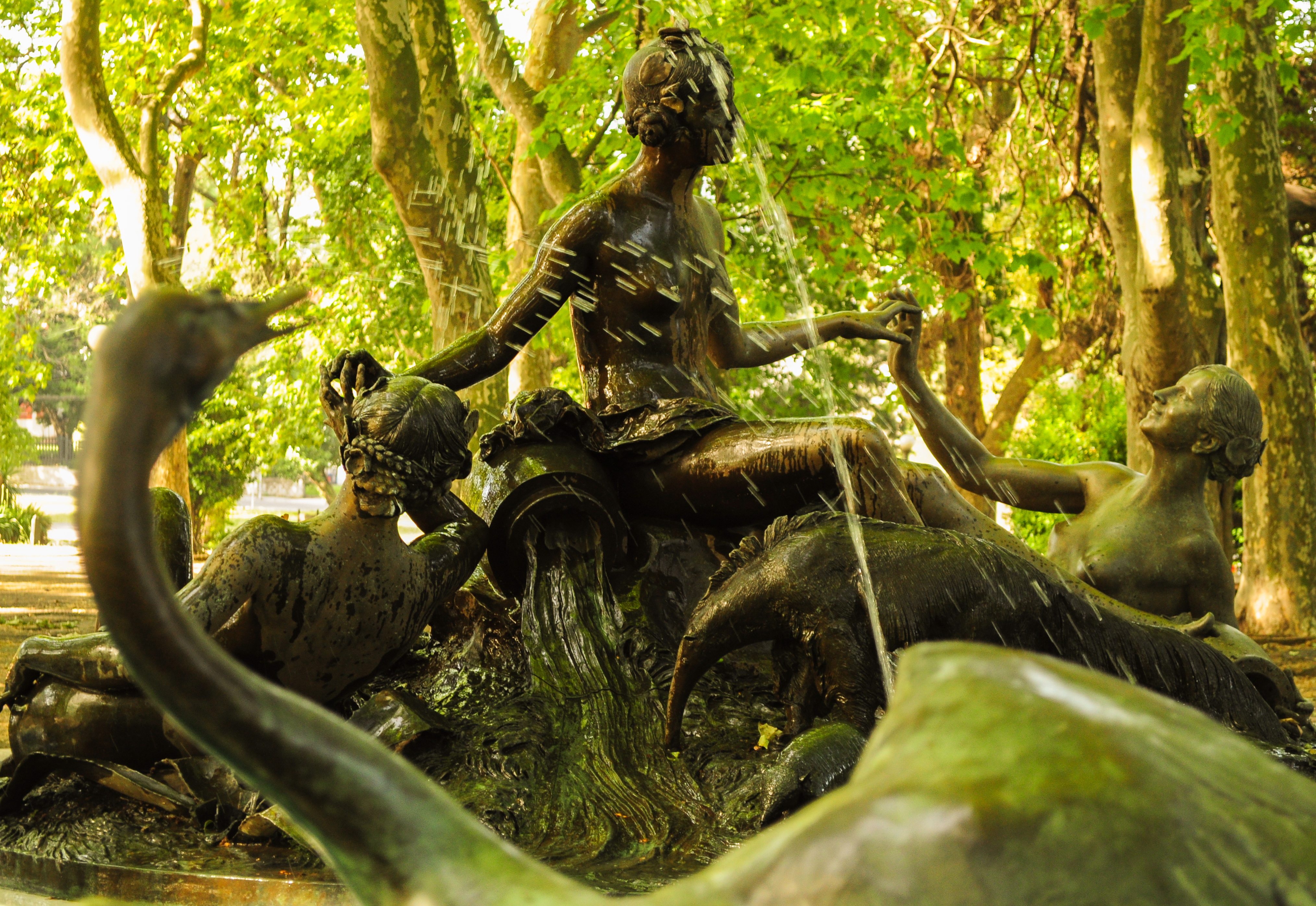
Фонтан в Монтевидео, Уругвай
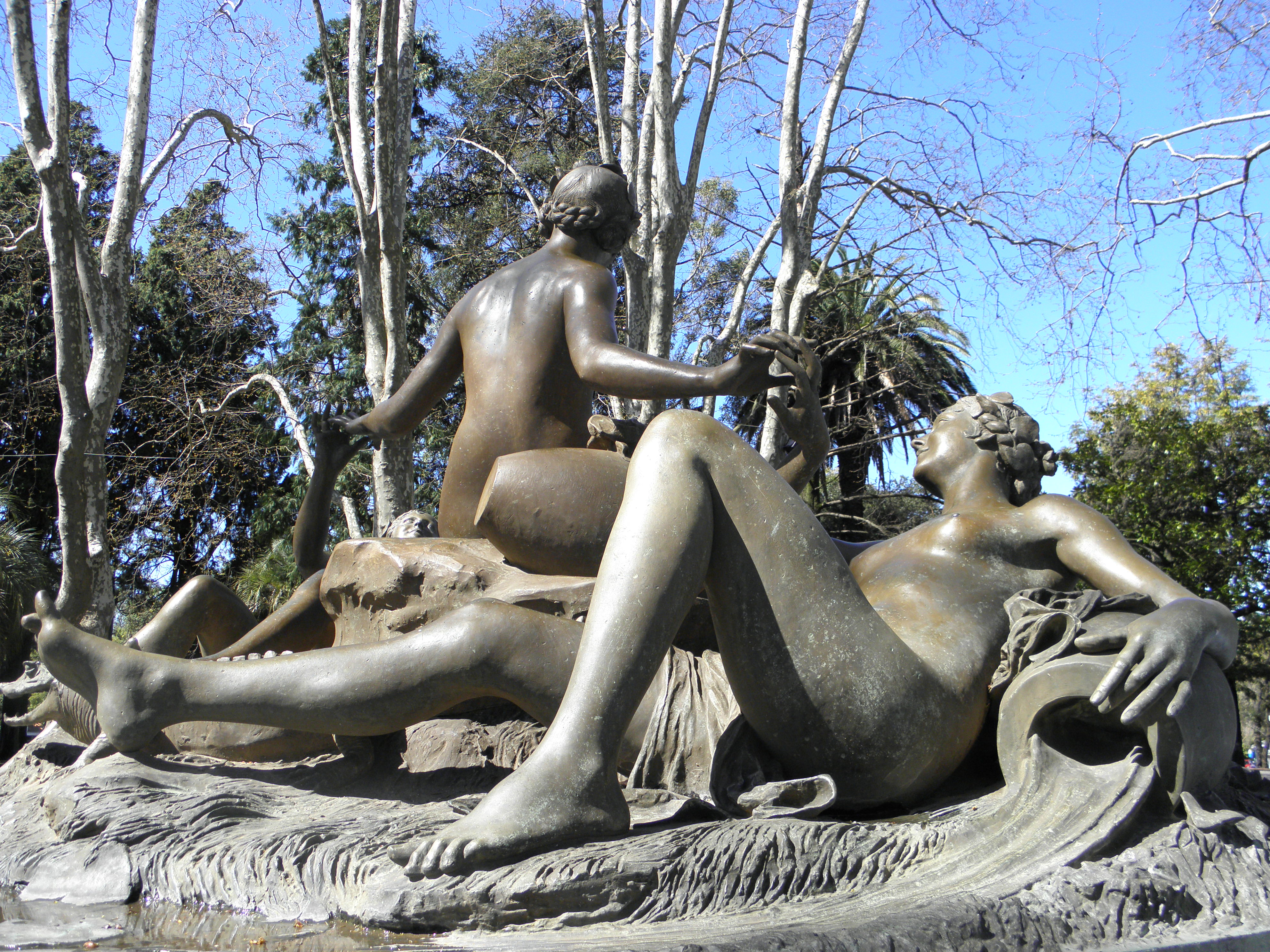
Тот же фонтан с другого ракурса